# Per A. Anonsen
Per Anon Anonsen, hauptsächlich bekannt unter Per A. Anonsen (* 8. Januar 1942 in Oslo) ist ein norwegischer Filmeditor, Schauspieler, Drehbuchautor und Filmproduzent.

## Leben
Anonsen fing zuerst in der Tonassistenz 1960 bei dem Film Veien tilbake der norwegischen Filmgesellschaft Avant Films S.A an. Sein Debüt als „Erster Regieassistent“ hatte er 1964 in den Film Marenco. Später holte ihn der norwegische Regisseur Knut Bohwim zu seiner Filmgesellschaft Teamfilm A/S. Dort wirkte er bei mehreren Produktionen der norwegischen Olsenbande-Filmreihe mit, wo er unter anderem als Filmeditor, Produktionsleiter und Schauspieler tätig war. Bei dem Film Olsenbanden gir seg aldri! der norwegischen Olsenbanden-Reihe, war er 1981 auch Drehbuchautor und Filmproduzent. Des Weiteren nahm er zu einigen dieser Filme aus den ursprünglichen Drehbüchern der dänischen Olsenbande, die gesamte norwegische Anpassung vor und war als Drehbuchautor tätig. Anonsen war weiterhin bis 1993 auch bei mehreren anderen norwegischen Film- und Fernsehproduktionen in verschiedenen Positionen tätig.

## Filmografie

### Schauspieler
- 1973: Olsenbanden og Dynamitt-Harry går amok als Wachmann
- 1974: Olsenbanden møter kongen og knekten als Krämer
- 1981: Olsenbanden gir seg aldri! als LKW-Fahrer
- 1979: Olsenbanden og Dynamitt-Harry mot nye høyder als Taxichauffeur
- 1984: Men Olsenbanden var ikke død als Kunstlehrer an der Akademie

### Filmschnitt
- 1972: Olsenbanden tar gull
- 1975: Kjære lille Norge
- 1973: Olsenbanden og Dynamitt-Harry går amok
- 1974: Olsenbanden møter kongen og knekten
- 1976: Olsenbanden for full musikk
- 1977: Olsenbanden & Dynamitt-Harry på sporet
- 1978: Olsenbanden + Data Harry sprenger verdensbanken
- 1979: Vi spillopper
- 1979: Olsenbanden og Dynamitt-Harry mot nye høyder
- 1981: Olsenbanden gir seg aldri!
- 1982: Olsenbandens aller siste kupp
- 1984: Men Olsenbanden var ikke død
- 1992: Ute av drift!

### Ton
- 1960: Veien tilbake (Tonassistenz)
- 1964: Marenco (Tonschnitt)
- 1973: Jentespranget (Tonschnitt)
- 1975: Tut og kjør (Tonschnitt)

### Drehbuchautor
- 1977: Olsenbanden & Dynamitt-Harry på sporet
- 1978: Olsenbanden + Data Harry sprenger verdensbanken
- 1981: Olsenbanden gir seg aldri!
- 1982: Olsenbandens aller siste kupp

### Produktionsleitung
- 1961: Oss atomforskere i mellom (Produktionsassistent)
- 1977: Olsenbanden & Dynamitt-Harry på sporet (Produktionsleiter und Produktionskoordination)
- 1979: Olsenbanden og Dynamitt-Harry mot nye høyder (Produktionsleiter)
- 1979: Vi spillopper (Produktionsleiter)
- 1981: Olsenbanden gir seg aldri! (Produktionsleiter)
- 1982: Olsenbandens aller siste kupp (Produktionsleiter)
- 1984: Men Olsenbanden var ikke død (Produktionsleiter)
- 1992: Ute av drift! (Produktionsleiter)
- 1993: Mot i brøstet (Fernsehserie in mehreren Folgen, erster Aufnahmeleiter)

### Produzent
- 1973: Einar Schankes gledeshus
- 1981: Olsenbanden gir seg aldri!